# Parvulatopsidae
De Parvulatopsidae zijn een familie van uitgestorven weekdieren uit de klasse van de Gastropoda (slakken).

## Geslacht
- Parvulatopsis Gründel, Keupp & Lang, 2015 †